# Volker Honemann

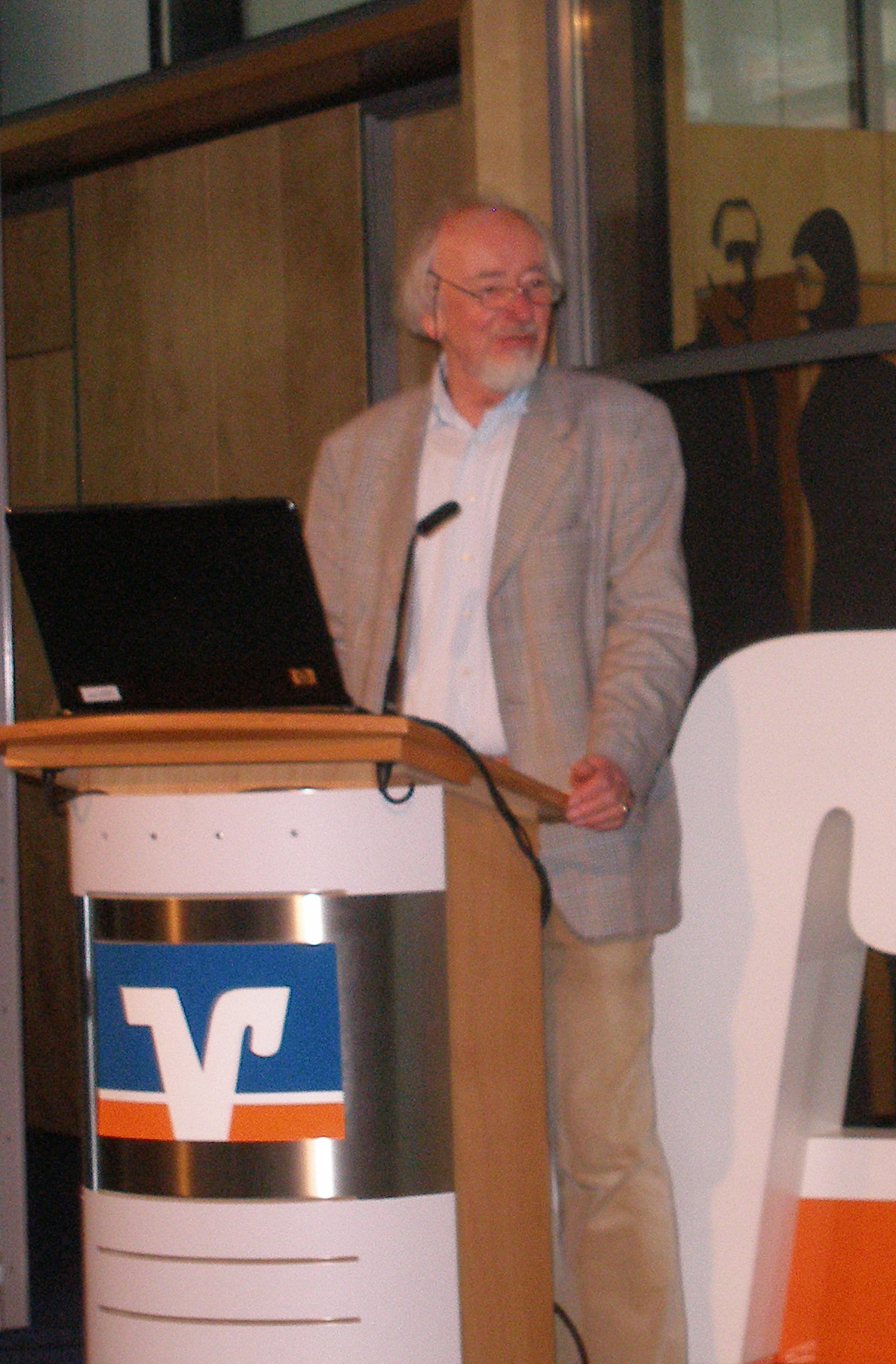
Volker Honemann, 2013

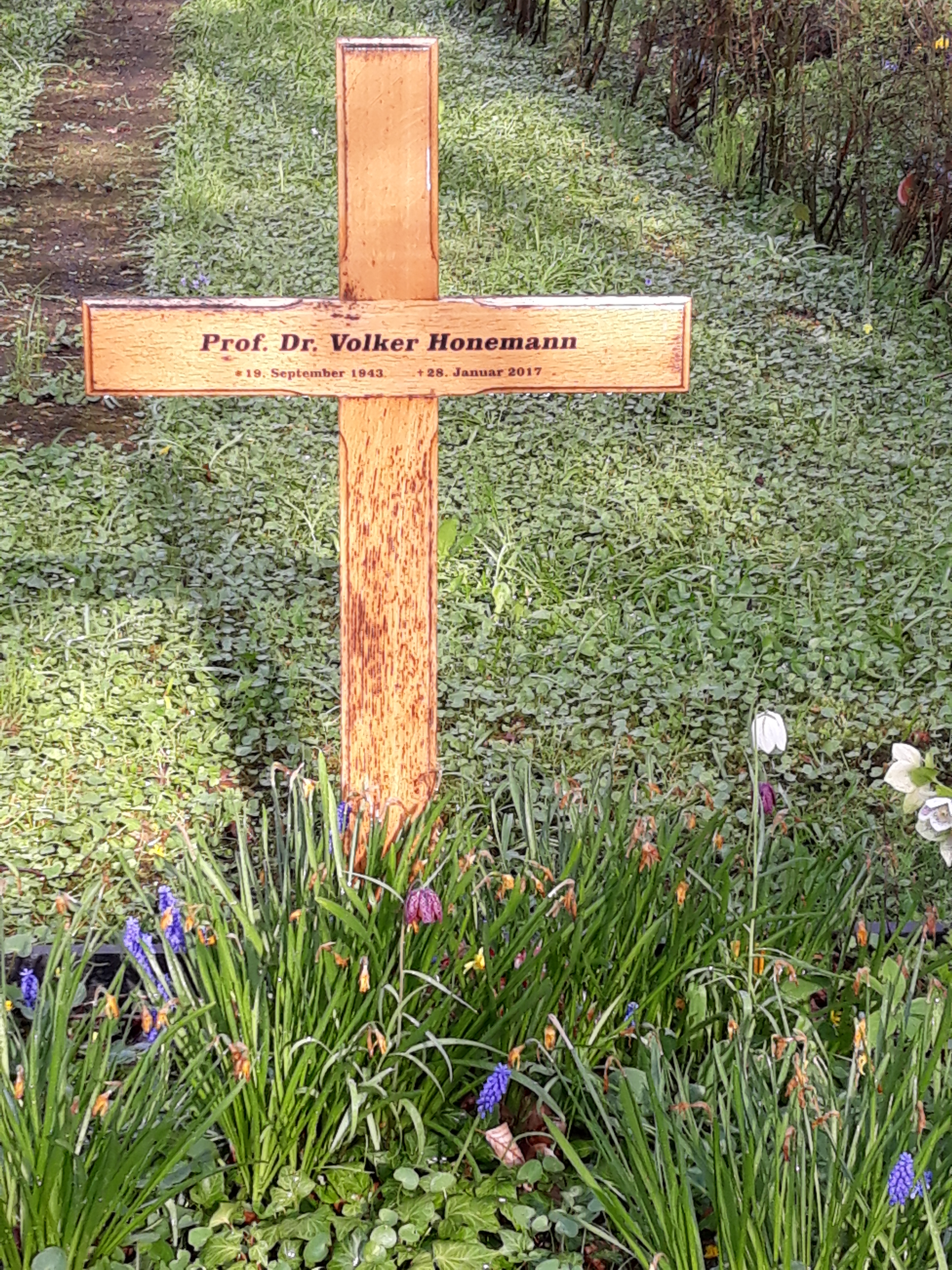
Das Grab von Volker Honemann auf dem Friedhof Wilmersdorf in Berlin

Volker Honemann (* 19. September 1943 in Stadelschwarzach; † 28. Januar 2017) war ein deutscher Germanist und Historiker.

## Leben
Nach dem Studium der Germanistik, Geschichte und Geographie in Würzburg und Heidelberg unterrichtete er zunächst als Gymnasiallehrer. In Würzburg war er von 1971 bis 1978 Assistent. In dieser Zeit, die durch einen zweijährigen Aufenthalt am King’s College London unterbrochen wurde, fertigte er die 1972 eingereichte Dissertation über die Epistola ad fratres de Monte Dei des Wilhelm von Saint-Thierry an (gedruckt 1978). Ab 1979 nahm er eine Lehrtätigkeit als Assistent an der Freien Universität Berlin wahr. Mit der Arbeit Deutsche Literatur in der Laienbibliothek der Basler Kartause 1480-1520 wurde er 1983 dort habilitiert. 1984 wechselte Honemann als Professor nach Göttingen. 1992 wurde er auf den Lehrstuhl für Deutsche Literatur des Mittelalters unter Einbeziehung der mediävistischen Komparatistik am Germanistischen Institut der Universität Münster berufen. Er war von 1996 bis 1999 Dekan des Fachbereichs Philologie. Seit 2004 war Honemann Geschäftsführender Direktor des Germanistischen Instituts der WWU Münster.
Forschungsschwerpunkte waren Frühmittelalter, Hochmittelalter, Spätmittelalter sowie Frühe Neuzeit (Humanismus, Renaissance, Barock, Aufklärung). Er setzte sich insbesondere auseinander mit der deutschen und lateinischen Literatur des Mittelalters und der Humanismusforschung. Honemann legte eine Fülle von quellennahen Studien auch zu weniger bekannten deutschen und lateinischen Werken aus der Zeit des Spätmittelalters und des Humanismus vor. Ein weiterer Schwerpunkt Honemanns war die Erforschung der Geschichtsschreibung.

## Schriften (Auswahl)
- als Mitherausgeber: Poesie und Gebrauchsliteratur im deutschen Mittelalter. Würzburger Colloquium 1978. Niemeyer, Tübingen 1979, ISBN 3-484-10371-X.
- als Herausgeber: Dietrich Engelhus. Beiträge zu Leben und Werk (= Mitteldeutsche Forschungen, Band 104). Böhlau, Köln 1991, ISBN 3-412-07091-2.
- Literaturlandschaften. Frankfurt am Main 2008, ISBN 978-3-631-57078-4 (Aufsatzsammlung).